# Sphodromantis
Die Gattung Sphodromantis zählt zur Familie Mantidae innerhalb der Ordnung der Fangschrecken (Mantodea). Prominente Arten der Gattung sind die Afrikanische Gottesanbeterin (S. gastrica), die Ghana-Gottesanbeterin (S. lineola) und die Afrikanische Riesengottesanbeterin (S. viridis).

## Merkmale

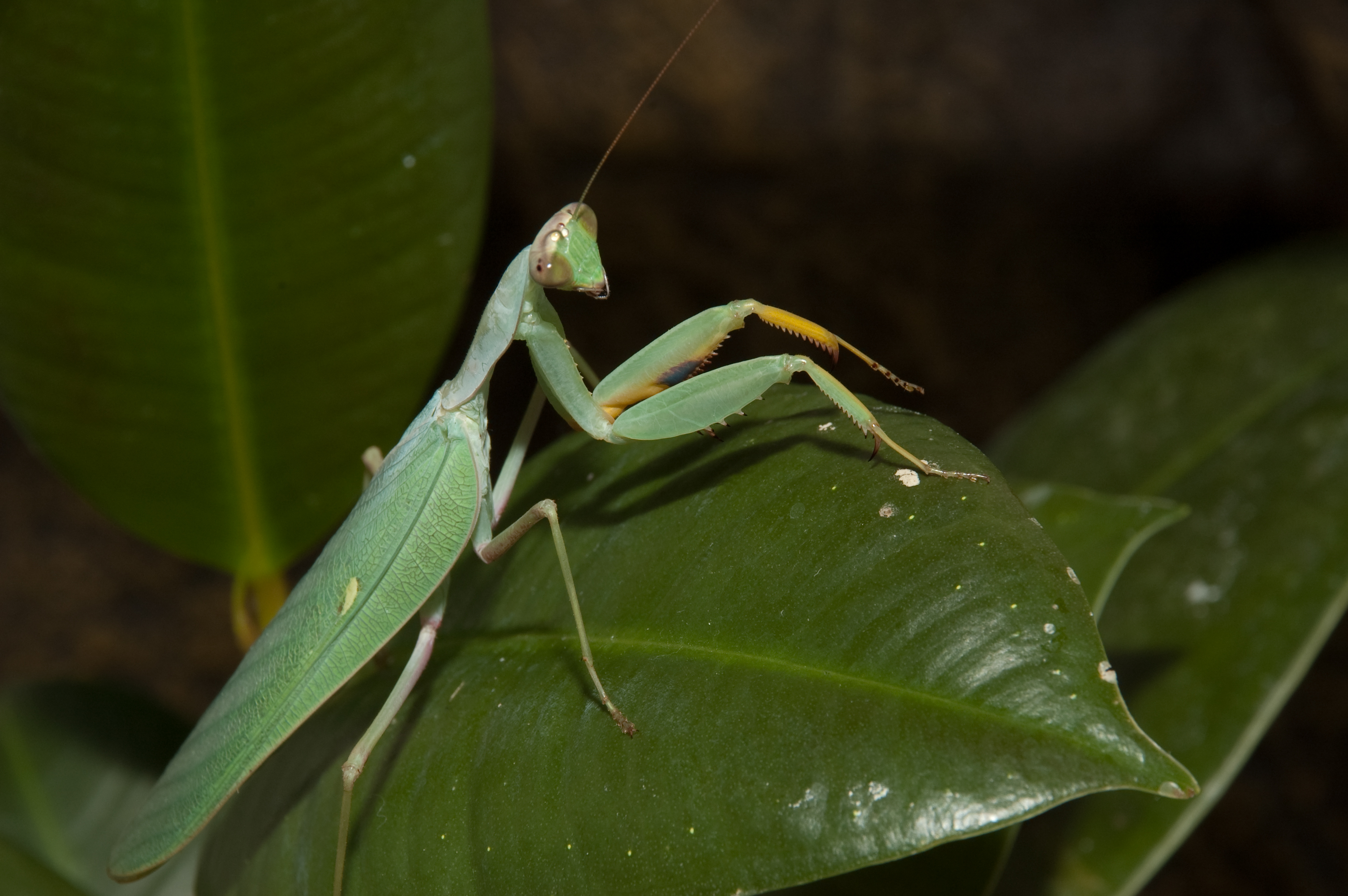
Männchen von Sphodromantis baccettii

Bei den Arten der Gattung Sphodromantis handelt es sich um vergleichsweise groß und kräftig gebaute Fangschrecken, die optisch dem gewohnten Bild der Individuen der Ordnung entsprechen. Viele Arten erreichen eine Länge von gut 60 bis 80 Millimetern, wobei die Afrikanische Riesengottesanbeterin (S. viridis) auch eine Länge von etwa 100 Millimetern erreichen kann. Wie bei Fangschrecken üblich bleiben die Männchen aller Arten jedoch meist kleiner als die Weibchen. Weitere für Fangschrecken typische Unterscheidungsmerkmale beider Geschlechter aller Arten sind der Körperbau, der bei den Männchen schmaler ausfällt, die Länge der bei beiden Geschlechtern mit je einem weißen Punkt versehenen Flügel, die bei den Männchen über das Ende des Abdomens hinausgeht, während die der Weibchen hier enden und die Anzahl der Abdominalsegmente, die bei den Männchen acht und beim Weibchen sechs beträgt. Die Grundfärbung der Arten ist grün, beige oder braun, wobei dies von mehreren Faktoren abhängt und die Färbung auch nach einer Häutung geändert werden kann. Dies dient dazu, sich dem Untergrund ggf. anzupassen. Auf der Innenseite der Fangarme befindet sich eine gelbe Färbung, die der Drohgebärde dient. Die Art Sphodromantis baccettii verfügt hier zusätzlich jeweils einen schwarzen Fleck auf der Innenseite der Tibien beider Fangarme. Wie bei vielen Fangschrecken ist auch hier das Abdomen von Jungtieren nach oben gebogen, während es bei den ausgewachsenen Tieren gerade verläuft. Die Arten der Gattung sind meist nur schwer sicher voneinander unterscheidbar.

### Ähnliche Arten

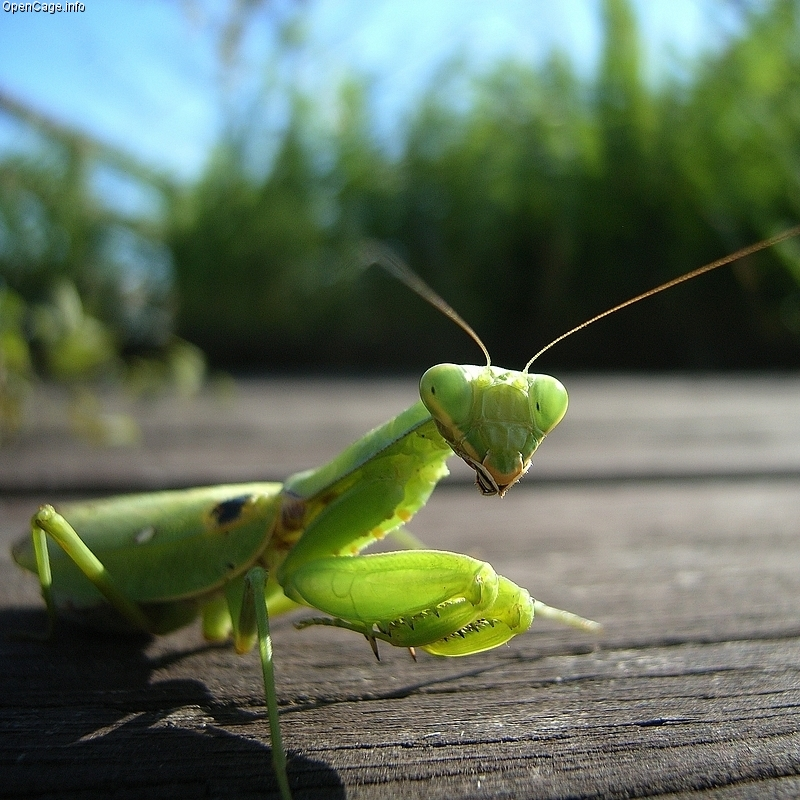
Den ähnlichen Arten der nah verwandten Gattung Hierodula, hier als Beispiel H. patellifera, fehlt der Nebenaugenhöcker.

Die Fangschrecken der Gattung Sphodromantis ähneln besonders den überwiegend in Asien verbreiteten Fangschrecken der Gattung Hierodula. Beide Gattungen zählen zu der Tribus Paramantini und sind dementsprechend nah miteinander verwandt. Ein sicheres Unterscheidungsmerkmal ist der bei den Arten der Gattung Sphodromantis vorhandene und bei der Gattung Hierodula fehlende Höcker zwischen den beiden Augen, auf dem sich die Ocelli befinden. Ansonsten besitzen fast alle Arten der Unterfamilie Mantinae einen nahezu identischen Körperbau, weshalb sich auch noch hier ähnliche Vertreter, etwa die Europäische Gottesanbeterin (Mantis religiosa) wiederfinden.

## Vorkommen

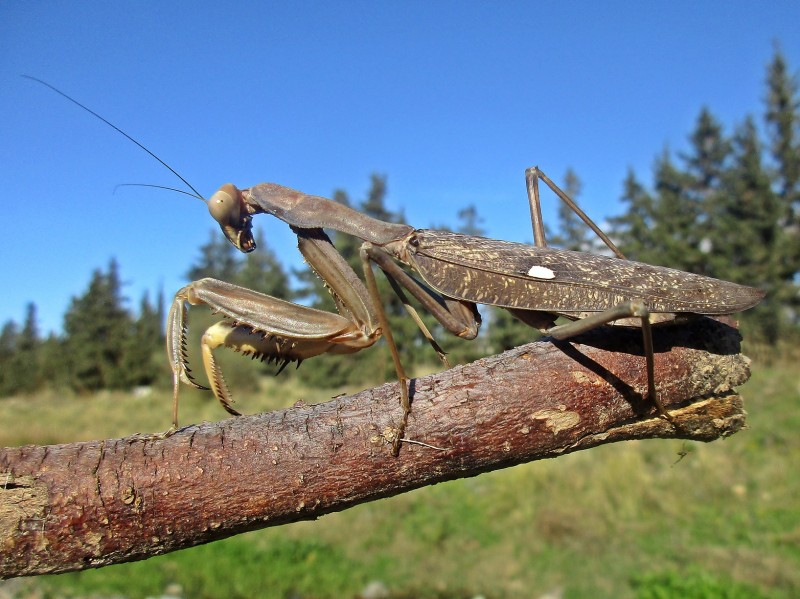
Afrikanische Riesengottesanbeterin (Sphodromantis viridis) am Fluss Rio Guadaiza im Süden Spaniens

Alle Arten der Gattung sind über den gesamten Kontinent Afrikas mit Ausnahme der Sahara verbreitet. Die Afrikanische Riesengottesanbeterin (S. viridis) bewohnt allerdings auch in Teilen die Küstengebiete des Mittelmeers in Nordafrika und vermutlich als Neozoon den Nahen Osten und südliche Teile Europas, darunter die Iberische Halbinsel und die Balearischen Inseln. Bevorzugte Lebensräume der Arten sind besonders strauchreiche Gegenden und Wälder. Dort lauern die Arten in Pflanzen und im Geäst von Bäumen auf Beute. Einzelne Exemplare sind gelegentlich als Kulturfolger auch im Siedlungsbereich zu finden.

## Lebensweise

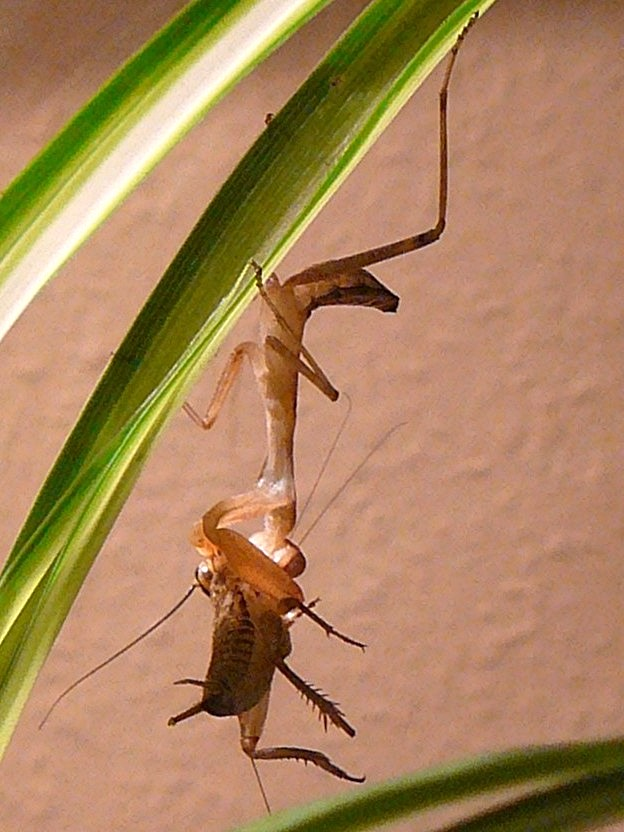
Larve der Ghana-Gottesanbeterin (S. lineola) mit erbeutetem Heimchen (Acheta domesticus).

Die Vertreter der Gattung üben eine für Fangschrecken typische Lebensweise aus, d. H. sie verharren als Lauerjäger meist bewegungslos in ihrem Habitat und warten auf mögliche Beutetiere. Diese werden dann in Millisekundenschnelle mit den bedornten Fangarmen gepackt und anschließend verzehrt. Als Beutetiere kommen vor allem andere Gliederfüßer in passender Größe in Frage. Es wurde bei größeren Exemplaren auch schon das erfolgreiche Erlegen von kleineren Wirbeltieren, darunter kleine Reptilien und Amphibien, Nagetieren und bei passender Gelegenheit auch kleine Fische, beobachtet. Gegen mögliche Fressfeinde verteidigen sich die Fangschrecken mit einer Drohgebärde oder notfalls mit ihren Jagdwaffen (bedornte Fangarme und Mandibeln).

### Fortpflanzung

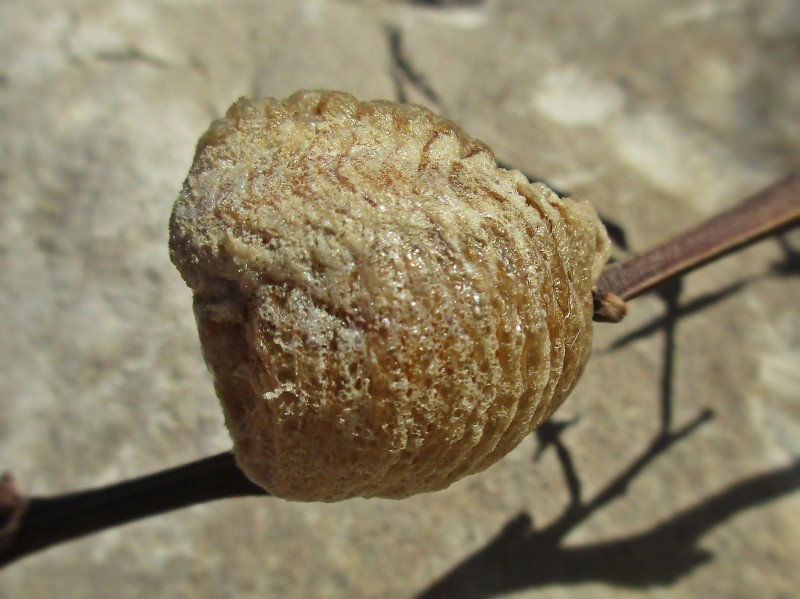
Oothek der Afrikanischen Riesengottesanbeterin (S. viridis)

Wie bei allen Fangschrecken handelt es sich auch bei den Arten der Gattung Sphodromantis um hemimetabole Insekten. Sie wachsen also durch Häutungen heran. Bei den weiblichen Tieren beträgt die Häutungsanzahl meist etwa sieben und beim Männchen meist etwa sechs. Allerdings benötigen beide Geschlechter der Ghana-Gottesanbeterin (S. lineola) und der Afrikanischen Gottesanbeterin (S. gastrica) zehn Häutungen bis zum Adultstadium. Etwa zwei Wochen nach der letzten Häutung erlangen beide Geschlechter die Geschlechtsreife. Die größtenteils standorttreuen Weibchen locken die flugfähigen Männchen mittels Pheromonen an, die auch noch aus weiter Entfernung von diesen wahrgenommen werden können. Die eigentliche Paarung kann mehrere Stunden in Anspruch nehmen. Der oftmals mit Fangschrecken in Verbindung gebrachte Kannibalismus während oder nach der Paarung seitens der Weibchen kann auch bei der Gattung Sphodromantis auftreten, wobei dies jedoch in Gefangenschaft häufiger auftritt als in freier Wildbahn. Die Männchen versuchen aufgrund dessen, sofern es ihnen noch möglich ist, nach der Paarung so schnell wie möglich den Weibchen zu entkommen. Anschließend werden mehrere befruchtete Ootheken abgelegt. Unbegattete Weibchen legen ebenfalls gelegentlich, dann unbefruchtete, Ootheken ab, generell produzieren die weiblichen Tiere der Gattung ihre jeweils erste Oothek drei bis vier Wochen nach der Adulthäutung. Aus einer befruchteten Oothek können anschließend 100 bis 150 Jungtiere schlüpfen, die schließlich heranwachsen.

## Terraristik

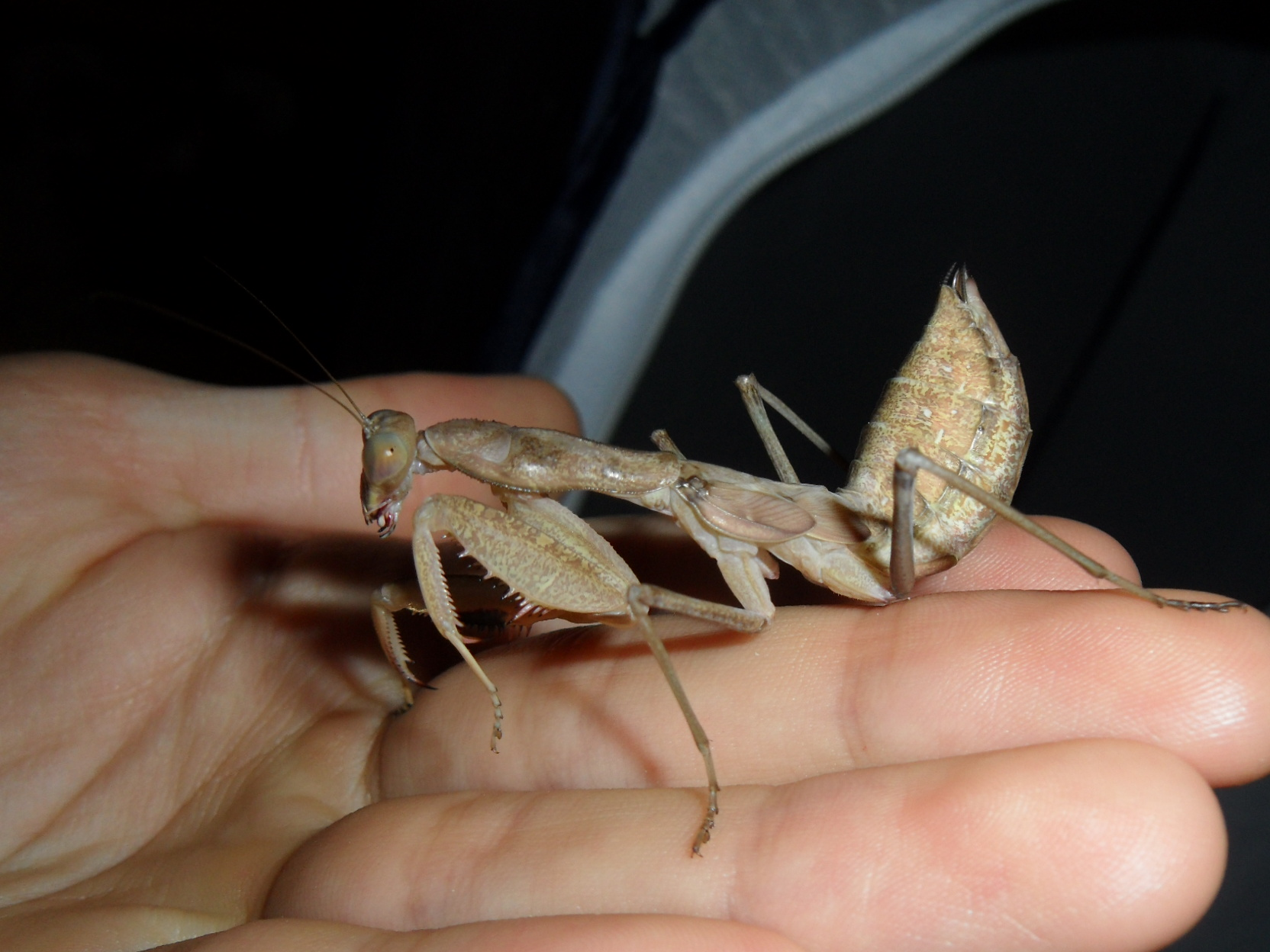
Ein junges Weibchen der Form Sphodromantis sp. „Blue Flash“

Einige Arten der Gattung Sphodromantis, darunter besonders die Afrikanische Gottesanbeterin (S. gastrica), die Ghana-Gottesanbeterin (S. lineola) und die Afrikanische Riesengottesanbeterin (S. viridis) und seltener weitere, wie S. baccettii, erfreuen sich einer großen Beliebtheit als Terrarientiere. Dies lässt sich mitunter durch die Robustheit und Pflegeleichtigkeit als auch durch die vergleichsweise hoch ausfallende Größe der Arten begründen. Außerdem sind die Arten in Gefangenschaft recht einfach zu verpaaren, weshalb auch Nachzuchten diverser Arten im Handel angeboten werden. Dies erhöht das Angebot und erleichtert zusätzlich die Pflege der Tiere. Neben den bereits erwähnten Arten wird auch die Form Sphodromantis sp. „Blue Flash“ gerne gehalten und oftmals gezüchtet. Bei dieser Form handelt es sich um eine unbekannte Art der Gattung aus Kongo, die, ähnlich wie Sphodromantis baccettii zwecks der Drohgebärde über zwei Flecken auf der Innenseite der Fangarme verfügt, welche hier allerdings in einem bläulichen Schimmer erscheinen, was dieser Form auch ihren Namen verleiht.

## Systematik
Der 1871 von Carl Stål beschriebenen Gattung Sphodromantis gehören 39 Arten an. Die Typusart ist die Afrikanische Riesengottesanbeterin (S. viridis). Alle zur Gattung zählenden bekannten Arten sind:
Stand: 20. November 2019
- Sphodromantis abessinica Sjöstedt, 1930
- Sphodromantis aethiopica La Greca & Lombardo, 1987
- Sphodromantis annobonensis Llorente, 1968
- Sphodromantis aurea Giglio-Tos, 1917
- Sphodromantis baccettii La Greca & Lombardo, 1987
- Sphodromantis balachowskyi La Greca, 1967
- Sphodromantis biocellata (Werner, 1906)
- Sphodromantis centralis Rehn, 1914
- Sphodromantis citernii Giglio-Tos, 1917
- Sphodromantis congica Beier, 1931
- Sphodromantis conspicua La Greca, 1967
- Sphodromantis elegans Sjöstedt, 1930
- Sphodromantis elongata La Greca, 1969
- Sphodromantis fenestrata Giglio-Tos, 1912
- Afrikanische Gottesanbeterin (Sphodromantis gastrica (Stal, 1858))
- Sphodromantis gestri Giglio-Tos, 1912
- Sphodromantis giubana La Greca & Lombardo, 1987
- Sphodromantis gracilicollis Beier, 1930
- Sphodromantis gracilis Lombardo, 1992
- Sphodromantis hyalina La Greca, 1955
- Sphodromantis kersteni (Gerstaecker, 1869)
- Sphodromantis lagrecai Lombardo, 1990
- Ghana-Gottesanbeterin (Sphodromantis lineola (Burmeister, 1838))
- Sphodromantis obscura Beier & Hocking, 1965
- Sphodromantis pachinota La Greca & Lombardo, 1987
- Sphodromantis pardii La Greca & Lombardo, 1987
- Sphodromantis pavonina La Greca, 1956
- Sphodromantis pupillata Bolivar, 1912
- Sphodromantis quinquecallosa Werner, 1916
- Sphodromantis royi La Greca, 1967
- Sphodromantis rubrostigma Werner, 1916
- Sphodromantis rudolfae Rehn, 1901
- Sphodromantis socotrana Roy, 2010
- Sphodromantis splendida Hebard, 1920
- Sphodromantis stigmosa Roy, 2010
- Sphodromantis tenuidentata Lombardo, 1992
- Sphodromantis transcaucasica Kirby, 1904
- Afrikanische Riesengottesanbeterin (Sphodromantis viridis (Forskål, 1775))
- Sphodromantis werneri Roy, 2010

## Galerie

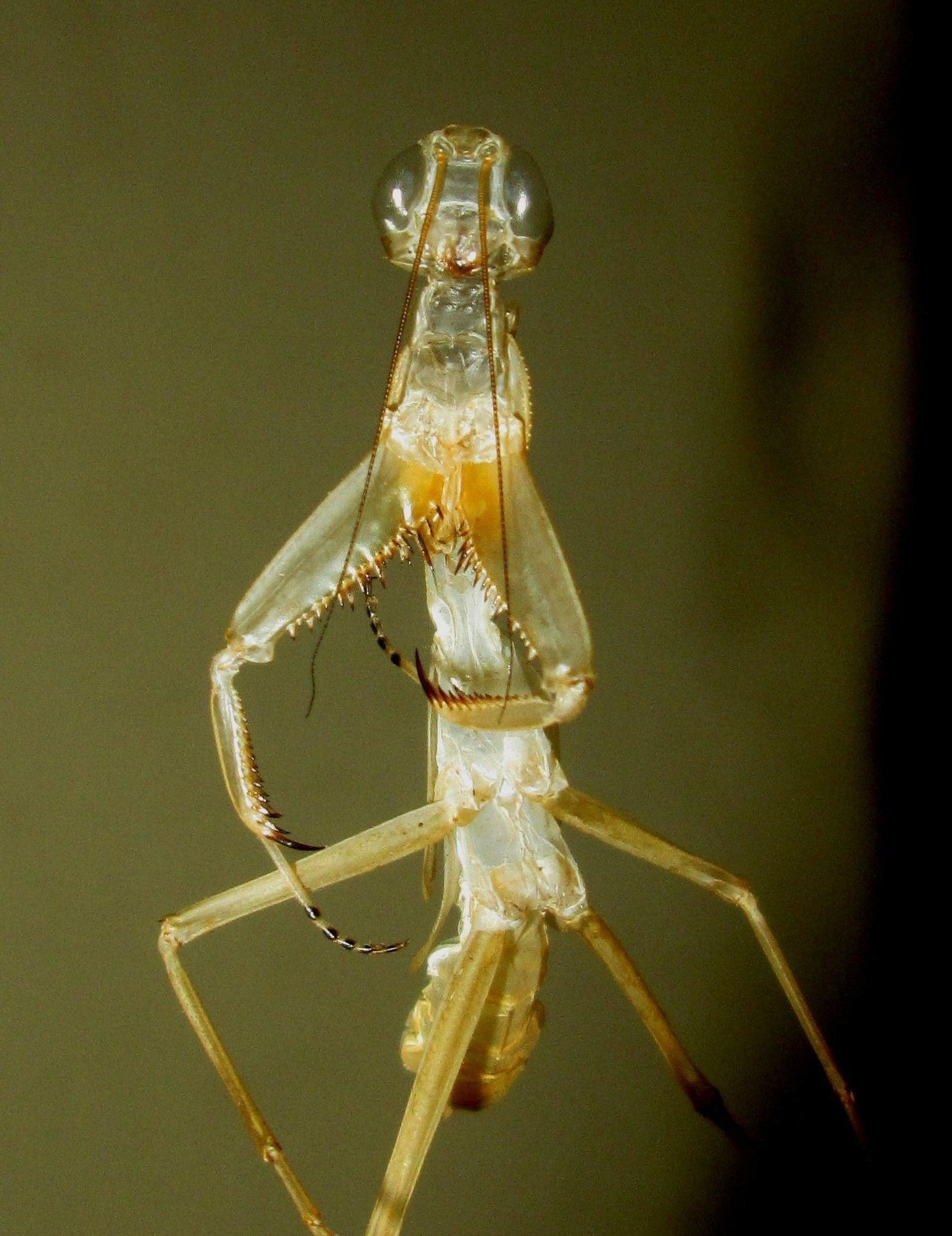
Exuvie der Afrikanischen Gottesanbeterin (S. gastrica)
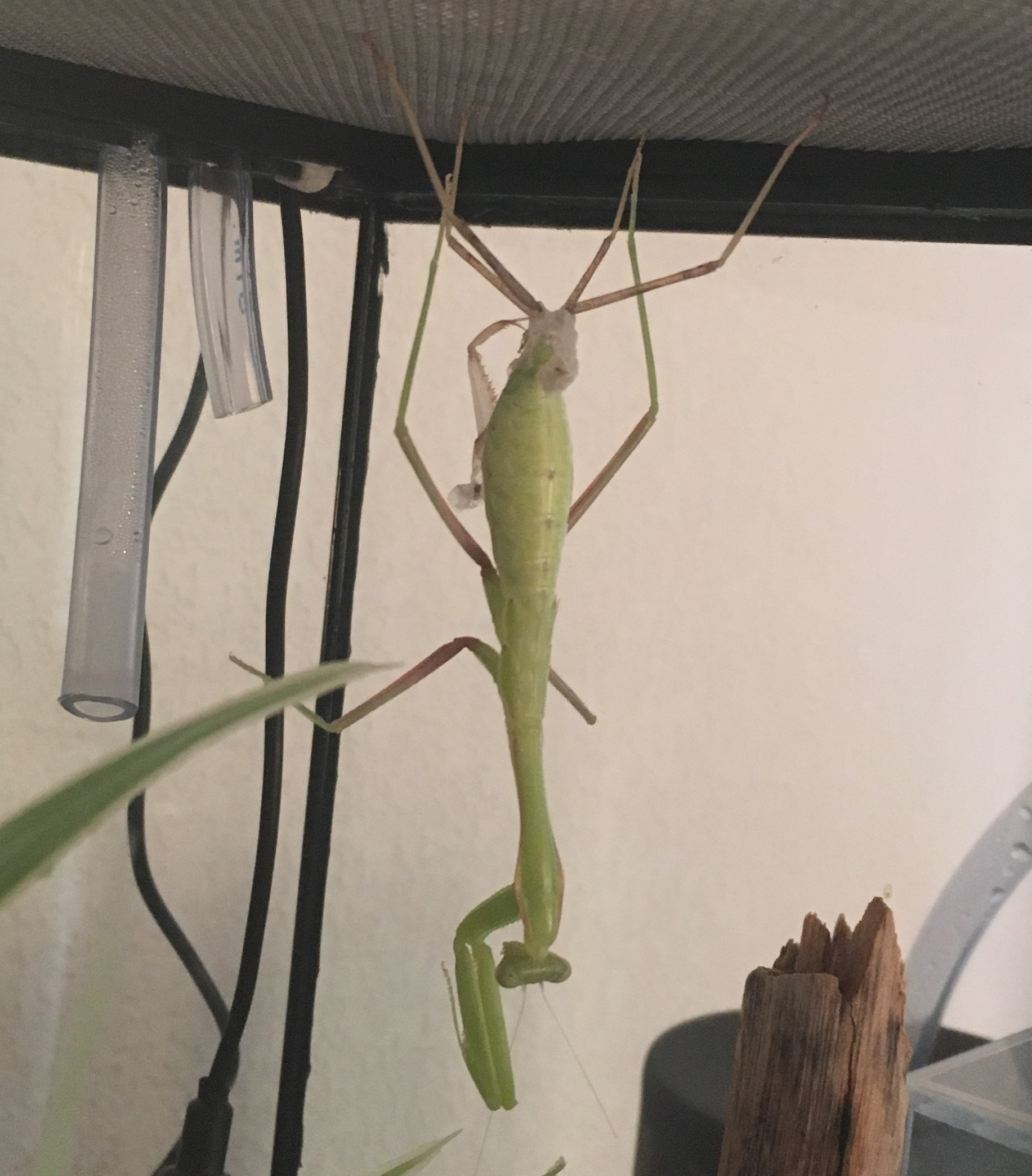
Sechste Häutung eines Weibchens der Ghana-Gottesanbeterin (S. lineola)
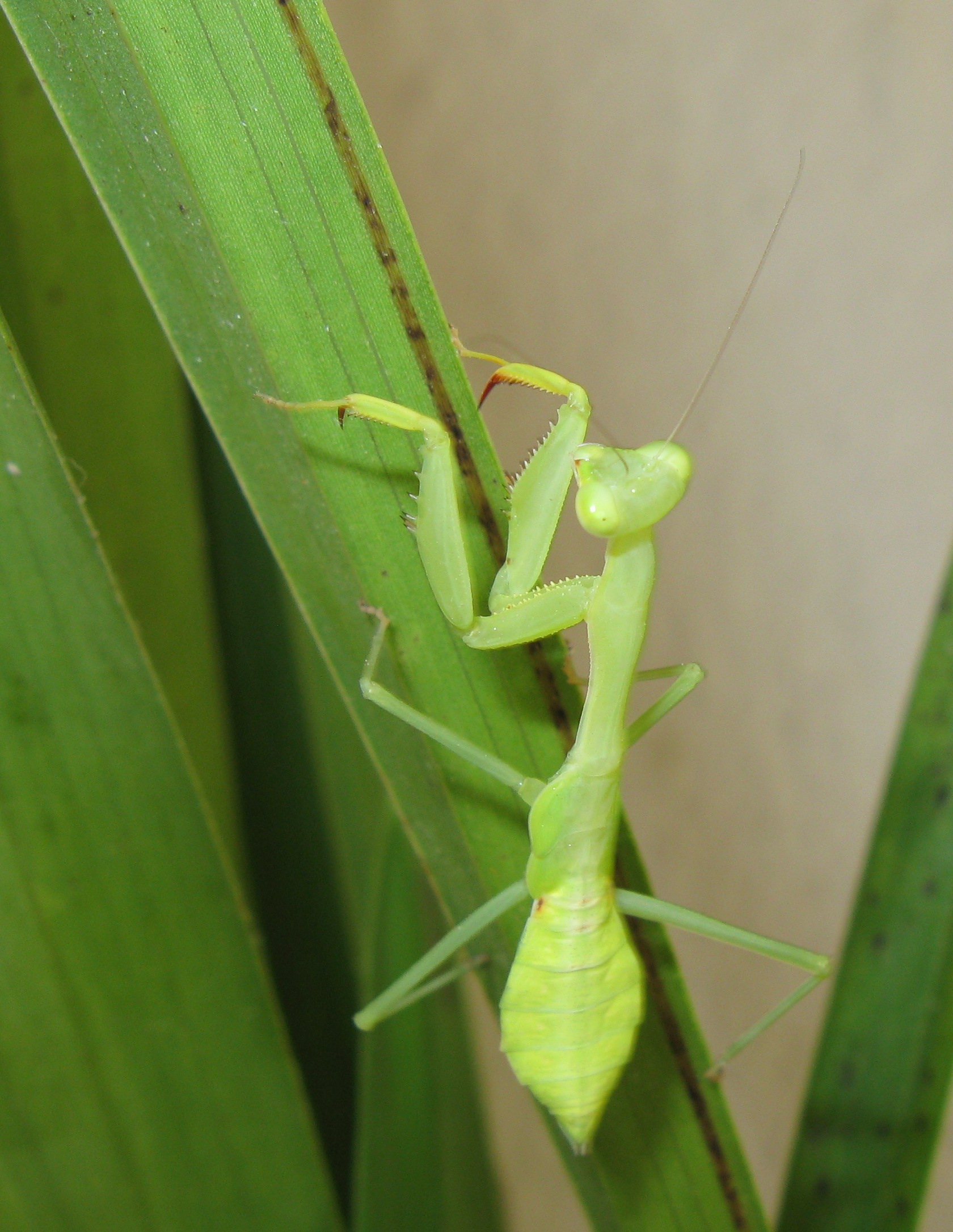
Junges Weibchen der Afrikanischen Gottesanbeterin (S. gastrica) im achten Larvenstadium
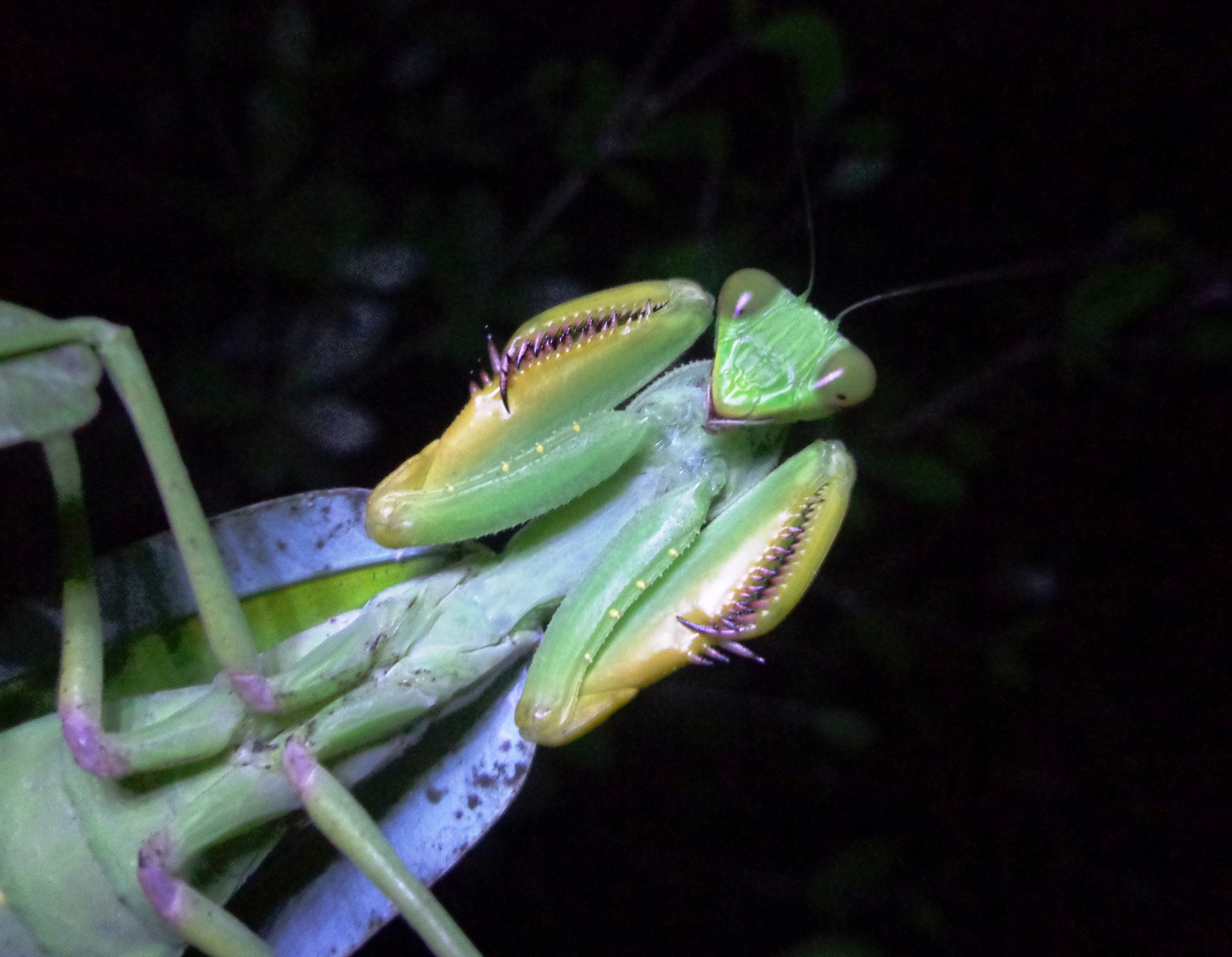
Drohgebärde eines Weibchens der Afrikanischen Riesengottesanbeterin (S. viridis)
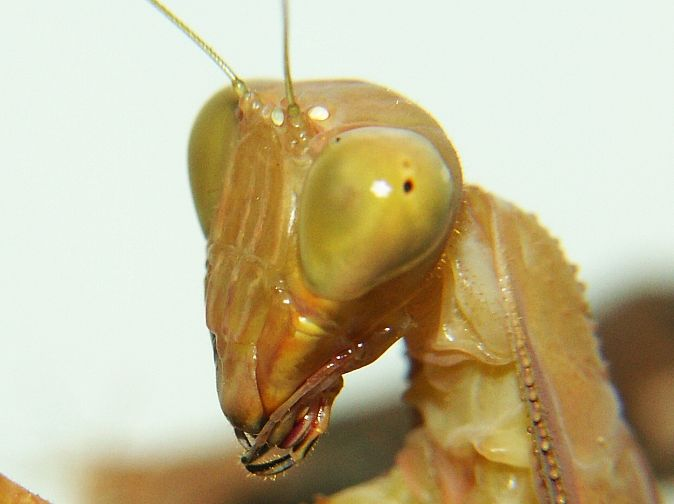
Kopf eines Weibchens der Ghana-Gottesanbeterin (S. lineola)
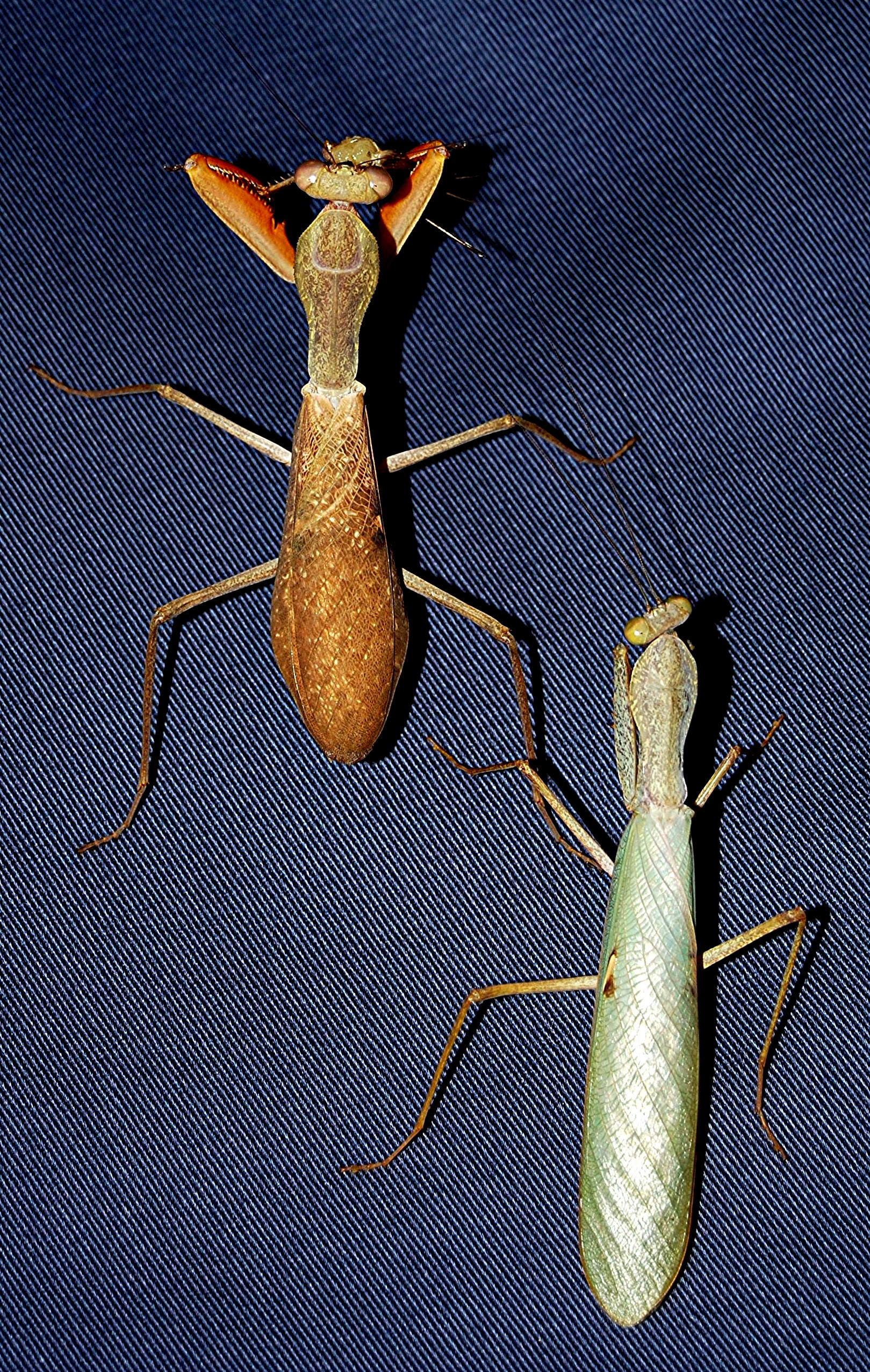
Vergleich zwischen einem Weibchen (links oben) und einem Männchen (rechts unten) bei der Ghana-Gottesanbeterin (S. lineola).
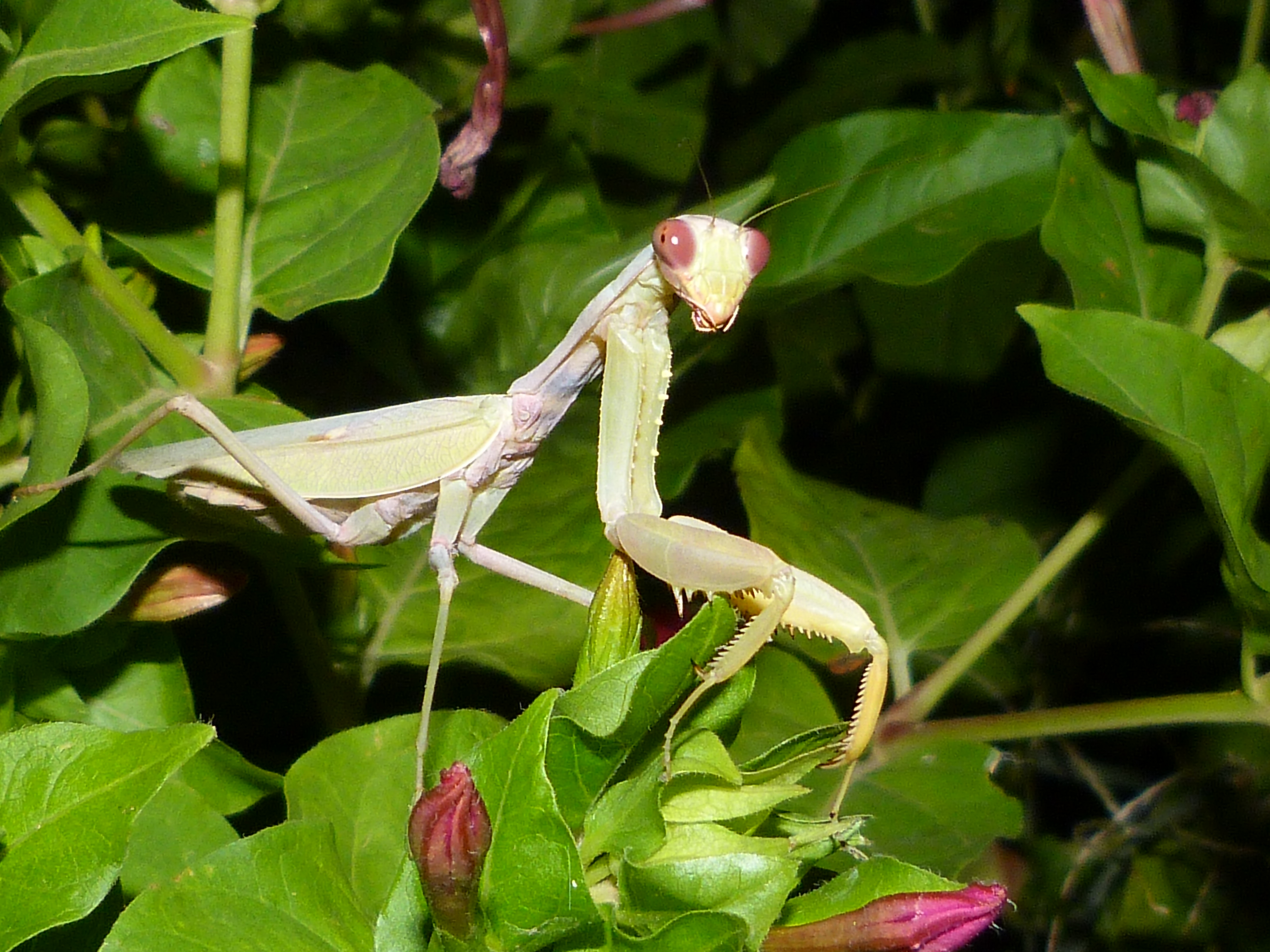
Weibchen der Afrikanischen Riesengottesanbeterin (S. viridis) bei Nacht mit den an dunkle Lichtverhältnisse angepassten Augen.